# سپاه ۱۳ (بریتانیا)
سپاه سیزدهم (انگلیسی: XIII Corps) تشکیلاتی به اندازه یک سپاه از ارتش بریتانیا بود که در طول جنگ جهانی اول در جبهه غربی جنگید و در طول جنگ جهانی دوم برای خدمت اصلاح شد و در طول خدمت خود در مدیترانه و خاورمیانه خدمت کرد.